# Stephan von Jovanovič
Le baron Stephan von Jovanovič (en serbe cyrillique Стефан Јовановић) est né le 5 janvier 1828 à Pazariste, dans la région de Lika en Croatie et il est mort le 8 décembre 1885  à Zadar en Croatie. Il est un militaire serbe commandant dans l'armée de l'Autriche-Hongrie.

## Biographie
Jovanovič rejoint l'armée Autrichienne en 1845, il commence sous les ordres du général Joseph Radetzky en Italie. Puis, en 1850 il est transféré à l'état-major du général. Ensuite il sert comme adjudant du général Gabriel Rodić dans le sud de la Dalmatie.
Entre 1861 et 1865, Jovanovič est le consul de l'Autriche-Hongrie à Sarajevo. Grâce à ses connaissances sur la Bosnie, l'Herzégovine, le Monténégro et du Krivošije (région proche de Kotor) il est rappelé dans l'armée 1865 comme colonel. En 1866, durant la guerre austro-prussienne il bataille en Italie sous l'archiduc Albert de Teschen. Durant les révoltes du sud de la Dalmatie en 1869, il commande une brigade de Gebirgsjäger (sorte de chasseurs alpins de l'armée austro-hongroise) à Kotor. Il essaye de mater la rébellion mais sans succès.
En 1875, il obtient le tire de noblesse de Freiherr et l'année suivante il est nommé Generalfeldmarschall (Maréchal).
En 1877, il commande la 18e division à Split, il commande ensuite l'occupation de l'Herzégovine par l'Autriche-Hongrie. Il finit comme gouverneur de Dalmatie et responsable militaire de Zadar.